# Sun Valley Serenade
Sun Valley Serenade is een Amerikaanse musicalfilm in zwart-wit uit 1941 onder regie van H. Bruce Humberstone. De film werd destijds in Nederland uitgebracht onder de titel Jij wordt mijn man.

## Verhaal
Ted Scott is een bandpianist wiens publiciteitsmanager besluit dat de band voor een reclamestunt een buitenlandse vluchteling moet adopteren. De band reist af naar Ellis Island om het meisje te ontmoeten en ontdekt al snel dat de vluchteling geen 10-jarig kind is, maar een lieftallige jongedame, Karen Benson. De verrassing komt net voordat de band naar Sun Valley (Idaho) reist voor een kerstevenement. Aldaar fungeert de pianist als voogd over de dame. Op de skipistes valt Ted al snel voor Karens inventieve pogingen om het hart van haar nieuwe sponsor te winnen. Dit tot grote ergernis van zijn vriendin Vivian Dawn, een solist bij de band. Uit jalozie verlaat Vivian onmiddellijk de band en Karen organiseert een uitgebreide ijsshow als vervanger.
Bijzonder opmerkelijk is de uitgebreide uitvoering van het lied Chattanooga Choo Choo. De scène begint tijdens een repetitie met het orkest van Glenn Miller en bevat twee refreinen van het lied, gefloten en gezongen door Tex Beneke in een muzikale uitwisseling met The Modernaires. Sun Valley Serenade is de eerste van de enige twee films met het orkest van Glenn Miler (de andere is Orchestra Wives uit 1942). Naast Chattanooga Choo Choo zijn andere Glenn Miller-melodieën in de film Moonlight Serenade, It Happened in Sun Valley, I Know Why (And So Do You) en In the Mood.

## Rolverdeling
| Acteur                | Personage                              |
| --------------------- | -------------------------------------- |
| Sonja Henie           | Karen Benson                           |
| John Payne            | Ted Scott                              |
| Glenn Miller          | Phil Corey                             |
| Milton Berle          | Jerome K. 'Nifty' Allen                |
| Lynn Bari             | Vivian Dawn (zangstem door Pat Friday) |
| Joan Davis            | Juffrouw Carstairs                     |
| William B. Davidson   | Meneer Murray                          |
| Almira Sessions       | Karens zuster                          |
| The Modernaires       | zichzelf                               |
| The Nicholas Brothers | zichzelf                               |
| Dorothy Dandridge     | zangact met de Nicolas Brothers        |

## Productie
Het idee voor deze film kwam van 20th Century Fox's studiohoofd Darryl F. Zanuck na een bezoek aan het skiresort Sun Valley.
Een instrumentale versie van At Last werd opgenomen door Glenn Miller en zijn orkest, evenals een versie met zang van John Payne en Pat Friday, maar deze opnames bleven ongebruikt en zijn nooit uitgebracht.

## Ontvangst
De film was een commercieel succes in de Verenigde Staten. In Nederland werd de film kort na het einde van de Tweede Wereldoorlog uitgebracht. Sun Valley Serenade was de eerste film sinds het begin van de oorlog die draaide in het Rozentheater te Amsterdam - destijds bekend als het Capitol-theater; aldaar ging de film in juni 1945 in première met een voorprogramma van Alex de Haas. Een re-release volgde in 1956.
De film kreeg van de Nederlandse pers wisselvallige reacties. Recensent van Het Vrije Volk schreef dat deze film "met zijn schitterende ski-opnames door de wintersportliefhebbers zeer geapprecieerd [zal] worden" en voor jazz-liefhebbers een "waar feest" is. Ook criticus van De Waarheid schreef positief gestemd: "Het prettige is, dat wij weer eens een Amerikaanse showfilm zien met de prima band van Glenn Miller en uitstekende songs, waarvan Chattanooga Choo Choo hier reeds maanden grote populariteit verworven heeft; het aardige is om Sonja Henie te zien dansen en zwieren als op zilveren schaatsen. Wie van showfilms houdt, zal zich stellig niet vervelen."
Recensent van De Volkskrant schreef echter een negatieve review: "Het is alles even stompzinnig als belachelijk en heeft noch met amusement noch met filmkunst iets te maken. Het is wancultuur."
Deze film was naar verluidt een van de favoriete films van Adolf Hitler.

## Prijzen en nominaties
| Jaar | Prijs  | Categorie              | Genomineerde(n)                                       | Uitslag     |
| ---- | ------ | ---------------------- | ----------------------------------------------------- | ----------- |
| 1942 | Oscars | Beste Camerawerk       | Edward Cronjager                                      | Genomineerd |
| 1942 | Oscars | Beste Originele Nummer | Chattanooga Choo Choo door Harry Warren & Mack Gordon | Genomineerd |
| 1942 | Oscars | Beste Originele Muziek | Emil Newman                                           | Genomineerd |